# رومن د لوف
رومن د لوف (انگلیسی: Romain De Loof؛ زادهٔ ۶ مارس ۱۹۴۱) ورزشکار دوچرخه‌سواری پیست اهل بلژیک است.
وی در مسابقات کشوری و بین‌المللی در مجموع برندهٔ ۳ مدال طلا، ۲ مدال نقره شده‌است.